# 特里沃利鎮區 (伊利諾伊州皮奧里亞縣)
特里沃利鎮區（英語：Trivoli Township）是位於美國伊利諾伊州皮奧里亞縣的一個行政鎮區。

## 地方資料
根據2010年美國人口普查的數據，特里沃利鎮區的面積為93.10平方千米，當中陸地面積為93.00平方千米，而水域面積為0.10平方千米。當地共有人口1012人，而人口密度為每平方千米10.87人。